# Giuseppe Bagnera
Giuseppe Bagnera (* 14. November 1865 in Bagheria; † 12. Mai 1927 in Rom) war ein italienischer Mathematiker.
Bagnera studierte an der Universität Palermo unter anderem bei Giovanni Guccia (Gründer des Circolo Matematico di Palermo) und Ernesto Cesàro. 1890 erhielt er seine Laurea als Ingenieur und 1895 als Mathematiker. Nachdem er 1899 in Algebra habilitierte wurde er 1901 Professor für Analysis an der Universität Messina. Nach dem Erdbeben von Messina 1908 ging er als Professor für Analysis nach Palermo. Ab 1922 war er Professor in Rom.
1909 erhielt er mit Michele de Franchis den Prix Bordin der Académie des sciences für Arbeiten über hyperelliptische Flächen. Er war Mitglied der Accademia dei Lincei und der Accademia Nazionale delle Scienze. Er hatte eine Ehrenprofessur der University of Washington.
Er befasste sich mit endlichen Gruppen, abelschen Funktionen und algebraischen Flächen.
Zu seinen Schülern zählt Pia Nalli.

## Schriften
- Corso di Analisi Infinitesimale, Palermo 1915